# Matchs de football Algérie – Égypte (2009)
Pour un article plus général, voir Rivalité entre l'Algérie et l'Égypte en football.
Les matchs Algérie-Égypte est une série de matchs de football, comptant pour les éliminatoires de la Coupe du monde de football 2010 en Afrique du Sud. Cas rare dans le football, cette confrontation s'est déroulée trois fois (aller-retour-appui), contrairement aux autres confrontations qui ne se déroulent généralement que deux fois (aller-retour) parce que les deux équipes ont fini avec le même nombre de points et la même différence de buts dans le groupe C du tour préliminaire.
Cette confrontation restera marquée par des violences extra-sportives dans et en dehors du stade du Caire lors du match retour. Accueillis par une foule hostile massée tout au long du parcours entre l'aéroport et leur hôtel, le bus de l'Algérie a subi des attaques multiples avec jets de pavés blessant quatre personnes dont trois joueurs,. Plusieurs bus de supporters algériens ont dû faire face à des agressions avant et après le match. Des affrontements entre supporters algériens et égyptiens ont également eu lieu au Caire (Égypte) et à Khartoum (Soudan) pour le match d'appui.
Le 18 mai 2010, la Commission de Discipline de la FIFA sanctionne l'Égypte pour les agressions subies par les joueurs algériens.
Cependant, aucun incident n'est à déplorer lors du match aller à Blida.

## L'avant-match
La Coupe du monde de football est la plus prestigieuse compétition de football. Se qualifier pour la phase finale est un objectif majeur pour les équipes nationales de football. En 2010 a lieu la 19e coupe du monde en Afrique du Sud. La phase finale se déroule pendant les mois de juin et juillet. Les éliminatoires de la zone Afrique (CAF) opposent 53 nations pour cinq places qualificatives plus une place pour l'Afrique du Sud comme pays-hôte. Lors du premier tour, les dix équipes les moins bien classées de la zone Afrique au classement FIFA de juillet 2007 devaient se rencontrer en matchs aller-retour à élimination directe. À la suite des forfaits de Sao Tomé-et-Principe et de la République centrafricaine (qui devaient se rencontrer) les deux équipes les mieux classées au classement FIFA parmi les dix, Seychelles et Swaziland, sont qualifiées directement pour le second tour. Le tirage au sort resta inchangé, les adversaires prévus des Seychelles et du Swaziland, respectivement Djibouti et la Somalie, se trouvant alors opposés. Les six équipes restantes se rencontrent en matchs aller-retour à élimination directe (sauf une confrontation en aller simple, la Somalie ne pouvant accueillir de match). Les trois vainqueurs sont qualifiés pour le second tour. Au second tour, les 48 nations restantes (45 qualifiées directement et 3 issues du premier tour) sont réparties en 12 groupes de 4 équipes et se rencontrent en matchs aller-retour. Les premiers de chaque groupe ainsi que les huit meilleurs deuxièmes sont qualifiés pour le troisième tour. Lors du troisième tour, les 20 nations restantes sont réparties en 5 groupes de 4 équipes et se rencontrent en matchs aller-retour. Les premiers de chaque groupe sont qualifiés pour la Coupe du monde 2010.

### Les deux équipes en coupe du monde
L'Égypte est le premier pays africain et arabe à participer à une phase finale de coupe du monde en 1934, elle a aussi participé à l'édition 1990. L'Algérie quant à elle a participé à quatre reprises au plus grand rendez-vous de football du monde : 1982, 1986, 2010 et 2014.
| Phase finale | Pays hôte        | Algérie                                            | Algérie    | Égypte                                                       | Égypte             |
| Phase finale | Pays hôte        | Qualification                                      | Classement | Qualification                                                | Classement         |
| ------------ | ---------------- | -------------------------------------------------- | ---------- | ------------------------------------------------------------ | ------------------ |
| 1934         | Royaume d'Italie | Non qualifiée - pas d'équipe                       | nq         | Qualifiée contre la Palestine mandataire (score cumulé 11-2) | Huitième de finale |
| 1982         | Espagne          | Qualifiée - Vainqueur du Tableau 1                 | 1er tour   | Non qualifiée – Demi-Finaliste du tableau 2                  | nq                 |
| 1986         | Mexique          | Qualifiée - Vainqueur du Tableau 1                 | 1er tour   | Non qualifiée – Demi-Finaliste du tableau 2                  | nq                 |
| 1990         | Italie           | Non qualifiée – Battu par l'Égypte lors tour final | nq         | Qualifiée - Bat l'Algérie lors tour final                    | 1er tour           |

### Confrontations précédentes entre les deux équipes
| Date              | Lieu                   | Match            | Score            |
| ----------------- | ---------------------- | ---------------- | ---------------- |
| 7 juillet 1963    | Oran, Algérie          | Algérie - Égypte | 2-2              |
| 20 mars 1964      | Le Caire, Égypte       | Égypte - Algérie | 1-0              |
| 22 mars 1964      | Le Caire, Égypte       | Égypte - Algérie | 2-2              |
| 19 septembre 1969 | Le Caire, Égypte       | Égypte - Algérie | 1-0              |
| 28 septembre 1969 | Alger, Algérie         | Algérie - Égypte | 1-1              |
| 29 août 1975      | Alger, Algérie         | Algérie - Égypte | 1-0              |
| 4 janvier 1976    | Riyad, Arabie saoudite | Égypte - Algérie | 0-1              |
| 13 juillet 1978   | Alger, Algérie         | Algérie - Égypte | 1-1              |
| 19 mars 1980      | Abuja, Nigeria         | Algérie - Égypte | 2-2 (4-2 t.a.b.) |
| 6 janvier 1984    | Alger, Algérie         | Algérie - Égypte | 1-1              |
| 17 février 1984   | Le Caire, Égypte       | Égypte - Algérie | 1-0              |
| 17 mars 1984      | Abidjan, Côte d'Ivoire | Algérie - Égypte | 3-1              |
| 8 octobre 1989    | Constantine, Algérie   | Algérie - Égypte | 0-0              |
| 17 novembre 1989  | Le Caire, Égypte       | Égypte - Algérie | 1-0              |
| 8 mars 1990       | Alger, Algérie         | Algérie - Égypte | 2-0              |
| 8 janvier 1995    | Alger, Algérie         | Algérie - Égypte | 1-0              |
| 14 juillet 1995   | Le Caire, Égypte       | Égypte - Algérie | 1-1              |
| 20 décembre 1997  | Le Caire, Égypte       | Égypte - Algérie | 1-2              |
| 24 décembre 1997  | Le Caire, Égypte       | Égypte - Algérie | 1-2              |
| 11 mars 2001      | Le Caire, Égypte       | Égypte - Algérie | 5-2              |
| 21 juillet 2001   | Annaba, Algérie        | Algérie - Égypte | 1-1              |
| 29 janvier 2004   | Tunis, Tunisie         | Algérie - Égypte | 2-1              |
| 7 juin 2009       | Blida, Algérie         | Algérie - Égypte | 3-1              |
| 14 novembre 2009  | Le Caire, Égypte       | Égypte - Algérie | 2-0              |
| 18 novembre 2009  | Khartoum, Soudan       | Algérie - Égypte | 1-0              |
| 28 janvier 2010   | Benguela, Angola       | Égypte - Algérie | 4-0              |

- Total de matchs disputés : 26
- Victoires de l'Algérie  : 11
- Victoires de l'Égypte  : 7
- Match nul : 8

### 2eTour des qualifications pour la Coupe du monde 2010
| Rang | Équipe  | Pts | J | G | N | P | Bp | Bc | Diff |  | Résultats (▼ dom., ► ext.) |     |     |     |     |
| ---- | ------- | --- | - | - | - | - | -- | -- | ---- |  | -------------------------- | --- | --- | --- | --- |
| 1    | Algérie | 10  | 6 | 3 | 1 | 2 | 7  | 4  | +3   |  | Algérie                    |     | 1-0 | 3-2 | 3-0 |
| 2    | Gambie  | 9   | 6 | 2 | 3 | 1 | 6  | 3  | +3   |  | Gambie                     | 1-0 |     | 0-0 | 3-0 |
| 3    | Sénégal | 9   | 6 | 2 | 3 | 1 | 9  | 7  | +2   |  | Sénégal                    | 1-0 | 1-1 |     | 3-1 |
| 4    | Liberia | 3   | 6 | 0 | 3 | 3 | 4  | 12 | -8   |  | Liberia                    | 0-0 | 1-1 | 2-2 |     |

| Rang | Équipe   | Pts | J | G | N | P | Bp | Bc | Diff |  | Résultats (▼ dom., ► ext.) |     |     |     |     |
| ---- | -------- | --- | - | - | - | - | -- | -- | ---- |  | -------------------------- | --- | --- | --- | --- |
| 1    | Égypte   | 15  | 6 | 5 | 0 | 1 | 13 | 2  | +11  |  | Égypte                     |     | 2-0 | 2-1 | 4-0 |
| 2    | Malawi   | 12  | 6 | 4 | 0 | 2 | 14 | 5  | +9   |  | Malawi                     | 1-0 |     | 2-1 | 8-1 |
| 3    | RD Congo | 9   | 6 | 3 | 0 | 3 | 14 | 6  | +8   |  | RD Congo                   | 0-1 | 1-0 |     | 5-1 |
| 4    | Djibouti | 0   | 6 | 0 | 0 | 6 | 2  | 30 | -28  |  | Djibouti                   | 0-4 | 0-3 | 0-6 |     |

## Le match aller à Blida
| Titulaires : |  |
| |  |
| 1 • Lounès Gaouaoui · 2 • Madjid Bougherra · 3 • Nadir Belhadj · 4 • Antar Yahia · 5 • Rafik Halliche · 6 • Yazid Mansouri · 8 • Khaled Lemmouchia · 9 • Abdelkader Ghezzal 90e · 10 • Rafik Djebbour 83e · 13 • Karim Matmour 85e · 15 • Karim Ziani · |  |
| Remplaçants : |  |
| 7 • Yacine Bezzaz 83e · 11 • Slimane Raho · 12 • Hocine Achiou · 14 • Kamel Ghilas 90e · 16 • Faouzi Chaouchi · 17 • Samir Zaoui · 18 • Hameur Bouazza 85e \ ·                                                                                          |  |
| Entraîneur : |  |
| Rabah Saâdane |  |

| Titulaires : |  |
| |  |
| 1 • Essam al-Hadary · 3 • Sayed Moawad · 4 • Ahmed Said 66e · 6 • Mohamed Aboutreika 87e · 6 • Hani Saïd · 7 • Ahmed Fathi · 8 • Hosni Abd Rabo 81e · 9 • Mohamed Zidan · 11 • Mohamed Shawky 81e · 14 • Amr Zaki · 18 • Wael Gomaa · |  |
| Remplaçants : |  |
| 2 • Mahmoud Fathallah · 10 • Ahmed Eid 81e · 12 • Homos · 13 • Ahmed Raouf 81e · 15 • Abou Mosalem Farag · 16 • Wahid · 17 • Ahmed Hassan 66e \ ·                                                                                     |  |
| Entraîneur : |  |
| Hassan Shehata |  |

| Titulaires : |  |
| |  |
| 1 • Lounès Gaouaoui · 2 • Madjid Bougherra · 3 • Nadir Belhadj · 4 • Antar Yahia · 5 • Rafik Halliche · 6 • Yazid Mansouri · 8 • Khaled Lemmouchia · 9 • Abdelkader Ghezzal 90e · 10 • Rafik Djebbour 83e · 13 • Karim Matmour 85e · 15 • Karim Ziani · |  |
| Remplaçants : |  |
| 7 • Yacine Bezzaz 83e · 11 • Slimane Raho · 12 • Hocine Achiou · 14 • Kamel Ghilas 90e · 16 • Faouzi Chaouchi · 17 • Samir Zaoui · 18 • Hameur Bouazza 85e \ ·                                                                                          |  |
| Entraîneur : |  |
| Rabah Saâdane |  |

| Titulaires : |  |
| |  |
| 1 • Essam al-Hadary · 3 • Sayed Moawad · 4 • Ahmed Said 66e · 6 • Mohamed Aboutreika 87e · 6 • Hani Saïd · 7 • Ahmed Fathi · 8 • Hosni Abd Rabo 81e · 9 • Mohamed Zidan · 11 • Mohamed Shawky 81e · 14 • Amr Zaki · 18 • Wael Gomaa · |  |
| Remplaçants : |  |
| 2 • Mahmoud Fathallah · 10 • Ahmed Eid 81e · 12 • Homos · 13 • Ahmed Raouf 81e · 15 • Abou Mosalem Farag · 16 • Wahid · 17 • Ahmed Hassan 66e \ ·                                                                                     |  |
| Entraîneur : |  |
| Hassan Shehata |  |

Le match aller s'est déroulé au stade Mustapha Tchaker, et s'est soldé par une victoire de l'équipe d'Algérie sur le score de 3 buts à 1. Les buts ont été marqués par Karim Matmour à la 60e minute sur un tir dévié de ligne des 18 mètres; Abdelkader Ghezzal à la 64e minute par une tête précédée par un coup de pied arrêté; et Rafik Djebbour à la 77e minute par un débordement dans la surface des réparations. Le but égyptien a été inscrit par Mohamed Aboutreika à la 87e minute sur une erreur défensive algérienne.
Le match contre les double champions d'Afrique se passe alors à merveille pour l'Algérie, qui en plus de cette victoire par trois buts à un (3-1), se permet de prendre la tête du groupe C.

### Scènes de joie

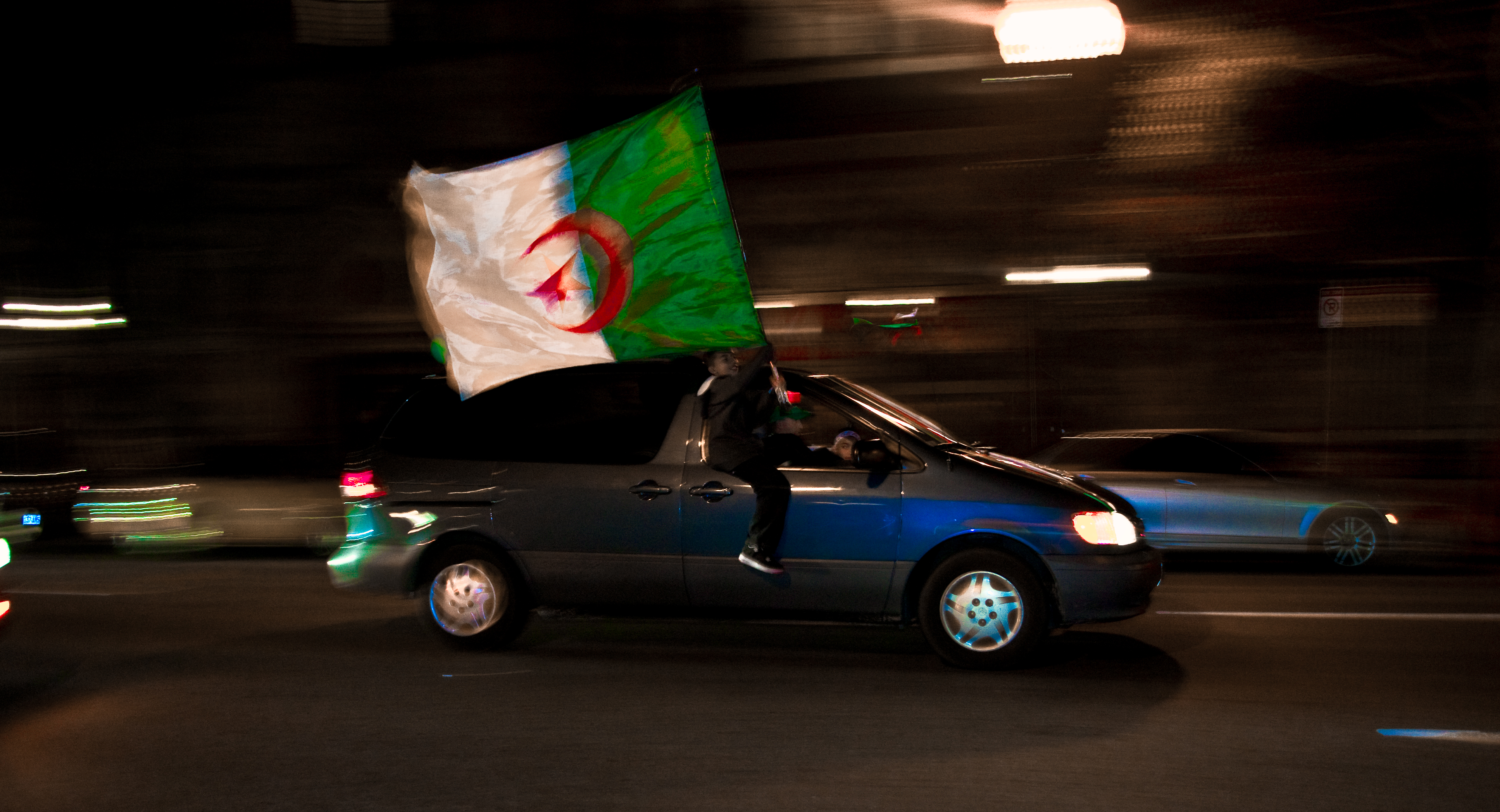
Fans algériens de Boston célébrant la qualification de leur équipe nationale à la Coupe du monde de football 2010

## Match retour
| Entraîneur :   |
| Hassan Shehata |

| Entraîneur :    |
| Rabah Saâdane \ |

| Entraîneur :   |
| Hassan Shehata |

| Entraîneur :    |
| Rabah Saâdane \ |

## Match d'appui
| Entraîneur :   |
| Hassan Shehata |

| Entraîneur :  |
| Rabah Saâdane |

| Entraîneur :   |
| Hassan Shehata |

| Entraîneur :  |
| Rabah Saâdane |

## Après le match

### Match de demi-finale de la CAN 2010
Plus tard, les deux équipes se sont encore rencontrées en demi-finale de la CAN 2010. Durant ce match controversé, les Égyptiens gagnent la confrontation. En effet, l'Égypte bat les Fennecs par 4 buts à 0. La polémique est alimentée par le fait et les conditions dans lesquelles trois joueurs algériens ont été expulsés par l'arbitre Coffi Codjia. Les Algériens accusent l'arbitre de partialité pour avoir distribué deux cartons jaunes sévères au défenseur algérien Rafik Halliche. Le premier fut donné à la suite d'une action bénigne et d'un contact entre le gardien égyptien et le défenseur algérien. Le second pour avoir taclé dans la surface de réparation, un joueur égyptien et sifflé dans la foulée un tir de pénalité. L'expulsion sévère de Rafik Halliche a fait perdre leur sang froid et leur concentration aux joueurs algériens du fait de la rivalité entre les deux équipes. Les Algériens ont ressenti un sentiment d'injustice et leur mission de se qualifier en finale devenait dès lors plus que compromise.
En infériorité numérique et ayant un but de retard, les Algériens se découvrent et dépensent beaucoup d'énergie pour revenir au score. Les Égyptiens finissent par en profiter et marquent leur second but par l'intermédiaire de Zidan. Après leur second but et forts de leur avance, les joueurs égyptiens refusent le jeu et jouent plusieurs minutes à la passe à dix faisant monter la pression chez les joueurs adverses. À la 69e minute du match, Nadir Belhadj tacle avec retard un joueur égyptien et se expulser sur le champ. Le gardien Faouzi Chaouchi est expulsé dans les dernières minutes du match.